# Hypophloeda rhizospora
Hypophloeda rhizospora är en svampart som beskrevs av K.D. Hyde & E.B.G. Jones 1989. Hypophloeda rhizospora ingår i släktet Hypophloeda, ordningen Diaporthales, klassen Sordariomycetes, divisionen sporsäcksvampar och riket svampar.   Inga underarter finns listade i Catalogue of Life.